# Ulrike Kaiser (Journalistin)
Ulrike Kaiser (* 8. April 1952 in Remscheid) ist eine deutsche Medienjournalistin und Gewerkschafterin. Sie war Chefredakteurin der Fachzeitschrift journalist.

## Leben
Ulrike Kaiser wurde in Remscheid geboren. Sie absolvierte ab 1970 ein Volontariat bei der Rheinischen Post und war dort bis 1976 als Redakteurin tätig. Anschließend studierte sie Pädagogik, Soziologie und Psychologie an der Universität Bielefeld.
Ihr Studium schloss sie 1980 als Diplom-Pädagogin ab. 1981 wurde sie Referentin am Deutschen Institut für publizistische Bildungsarbeit Haus Busch. 1985 übernahm sie die publizistische Leitung der Zeitschrift journalist, der Mitgliederzeitschrift des Deutschen Journalisten-Verbands. Seit 2006 gehört sie der Medienkommission der Landesanstalt für Medien Nordrhein-Westfalen an. 2007 schied sie aus der journalist-Redaktion aus und arbeitet seither als freie Journalistin. Im November 2007 wurde sie zur stellvertretenden Bundesvorsitzenden des Deutschen Journalisten-Verbands gewählt. 2015 trat sie nicht mehr zur Wahl an.
Ulrike Kaiser ist mit dem ehemaligen WDR-Redakteur Lothar Kaiser (* 1947) verheiratet und lebt in Remscheid. Mit ihrem Mann gründete sie die Lothar und Ulrike Kaiser-Stiftung, die Bildung und Erziehung in Deutschland fördert und Jugendhilfe, Kultur, Sport und
hilfsbedürftige Personen in Remscheid unterstützt.

## Auszeichnungen
- 2005: Bert-Donnepp-Preis für die Aufdeckung der  Marienhof-Schleichwerbung